# Günter Gruhn

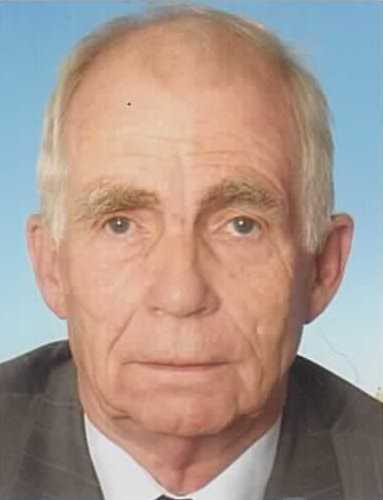
Günter Gruhn 2014

Günter Gruhn (* 28. Juni 1935 in Berlin; † 1. März 2019) war ein deutscher Ingenieur und Professor für Verfahrenstechnik. Er hat insbesondere im Zeitraum 1970 bis 2000 die Entwicklung der Verfahrenstechnik in der Forschung und der Lehre an Hochschulen und Universitäten in Deutschland stark mit beeinflusst.

## Leben
Günter Gruhn wurde in Berlin als Sohn des Angestellten Johannes Gruhn und seiner Ehefrau Gertrud geboren. Er besuchte von 1941 bis 1943 zunächst eine Volksschule in Berlin. Nach einem Umzug nach Luckau (Brandenburg) im Zuge der Evakuierung wegen der Bombenangriffe auf Berlin setzte er die schulische Ausbildung dort fort und schloss sie 1953 mit dem Abitur an der Erweiterten Oberschule Luckau ab. Zur Vorbereitung auf das Studium durchlief er anschließend ein 1-jähriges Vorpraktikum in der Industrie.
1954 bis 1959 studierte Günter Gruhn an der Hochschule für Verkehrswesen Dresden in der Fachrichtung Maschinentechnik. Während des Studiums entwickelte er besondere Interessen für die Technische Thermodynamik. Sein Studium schloss er mit einer von Professor Norbert Elsner (Lehrstuhl für Technische Thermodynamik) betreuten Arbeit über Zustandsdiagramme mit der Exergie als Diplomingenieur ab.
Unmittelbar danach begann er seine Tätigkeit als wissenschaftlicher Assistent und nach der Promotion als wissenschaftlicher Oberassistent bei Professor Norbert Elsner. Die Promotion zum Dr.- Ing. erfolgte 1963 an der Technischen Universität Dresden auf der Grundlage einer Dissertation Zur thermodynamischen Bewertung von Linksprozessen und gekoppelten wärmetechnischen Prozessen (Gutachter: Norbert Elsner und Heinz Jungnickel). Die Habilitation zum Dr.-Ing. habil. erfolgte 1966 mit einer Arbeit Zum Wärme- und Stoffaustausch bei Freier Turbulenz und Anwendungen in der Lüftungs- und Klimatechnik.
Im Jahre 1966 wechselte Günter Gruhn in einen Betrieb des Chemieanlagenbaus in Dresden und war dort als Leiter der Abteilung Verfahrenstechnik tätig. Zu seinem Aufgabengebiet gehörte die verfahrenstechnische Planung von Tieftemperaturanlagen und petrochemischen Anlagen sowie die Mitwirkung bei deren Inbetriebnahme.

## Tätigkeit an der Technischen Hochschule Leuna-Merseburg
Im Jahre 1968 erfolgte die Berufung zum Professor für das Fachgebiet Systemverfahrenstechnik an die Technische Hochschule „Carl Schorlemmer“ Leuna-Merseburg. Es handelt sich hierbei um die erste Professur, die in Deutschland für dieses wissenschaftlich neuartige Gebiet eingerichtet wurde. Wenig später wurde an dieser Hochschule auch der Wissenschaftsbereich Systemverfahrenstechnik gegründet.
Die Tätigkeit von Gruhn war darauf gerichtet die systemverfahrenstechnische Lehre und Forschung zu entwickeln und entsprechende Forschungsergebnisse in Zusammenarbeit mit Chemieunternehmen und Unternehmen des Anlagenbaus zur industriellen Wirksamkeit zu bringen. Vorlesungen wurden langjährig zur Systemverfahrenstechnik und zur Kältetechnik durchgeführt. Forschungsschwerpunkte waren: Modellierung und rechnergestützte Simulation verfahrenstechnische Systeme, Optimierung von Verfahren und Anlagen der petrochemischen und erdölverarbeitenden Industrie, Entwurf und Steuerung chemischer Mehrproduktanlagen, Energieversorgung von Chemieanlagen und Probleme der Zuverlässigkeit chemischer Anlagen. In diesem Zusammenhang wurden von ihm über 250 Diplomarbeiten und ca. 30 Dissertationen verantwortlich betreut. In seinem Bereich entstanden außerdem 4 Habilitationen.
Von 1970 bis 1977 hat Gruhn die Wahlfunktion als Direktor der Sektion Verfahrenstechnik und von 1981 bis 1989 die als Prorektor für Naturwissenschaften und Technik der Merseburger Hochschule ausgeübt. Für seine wissenschaftlichen Arbeiten hat Gruhn mehrfach staatliche Auszeichnungen und Auszeichnungen wissenschaftlicher Organisationen erhalten.
Im Jahre 1982 wurde ihm von der Chemisch-Technischen Dmitri-Mendelejew-Universität von Russland die Ehrendoktorwürde verliehen.
In den Jahren 1969/70 war Gruhn auch Leiter der Abteilung Ingenieurtechnische Forschung der Leuna-Werke.

## Tätigkeit an der Technischen Universität Hamburg-Harburg
Günter Gruhn war von 1993 bis 2003 an der Technischen Universität Hamburg-Harburg, ab 1996 als Leiter des Instituts für Prozess- und Anlagentechnik tätig. Die Vorlesungstätigkeit erstreckte sich auf die Gebiete Prozess- und Anlagentechnik, Process System Engineering und Flexibilität und Zuverlässigkeit verfahrenstechnischer Anlagen. In der Forschung wurden von ihm und seinen Mitarbeitern Problemstellungen der Prozesssynthese und der Prozessoptimierung, der Produktionssteuerung von Mehrproduktanlagen und der Optimierung von Blending-Prozessen in Raffinerien bearbeitet. Gemeinsam mit Joachim Werther und Mitarbeitern wurden umfangreiche Arbeiten zur Modellierung und Simulation komplexer verfahrenstechnischer Systeme mit Feststoffen durchgeführt. Erstmals wurde ein entsprechendes, universell einsetzbares Fließschema-Simulationssystem entwickelt. Das System und zugehöriges know-how wurden von einem US-amerikanischen Softwarekonzern übernommen.
Im Jahre 1993 war Gruhn als Gastprofessor an der Universität Monterrey, Mexiko tätig. Von Gruhn wurden an der Technischen Universität über 50 Diplomarbeiten und 15 Dissertationen betreut.

## Publikationstätigkeit
Von Gruhn wurde 1972 die Entwicklung der Lehrbuchreihe Verfahrenstechnik initiiert, deren Herausgabe, bestehend aus 30 Bänden, er nachfolgend langjährig mit gestaltete. Als Autor war er an drei Bänden auch direkt beteiligt. Ebenfalls geht auf ihn die Herausgabe der 8-bändigen Handbuchreihe Verfahrenstechnische Berechnungsmethoden zurück, deren einzelne Bände von Autoren aus Hochschulen und Universitäten und der Industrie verfasst wurden. Ziel war es, fortgeschrittene verfahrenstechnische Methoden (auch mit Hinweisen auf entsprechende Software) einem breiten Anwenderbereich zugängig zu machen. Beide Reihen sind in mehreren Auflagen im Deutschen Verlag für Grundstoffindustrie, Leipzig erschienen. Gruhn ist darüber hinaus Mitautor von Monographien zur Zuverlässigkeit von Chemieanlagen, zur Rohrleitungsplanung und zur Gewinnung und Aufbereitung mineralischer Rohstoffe. In in- und ausländischen Fachzeitschriften liegen über 150 Veröffentlichungen vor. Darüber hinaus kann auf eine umfangreiche Vortragstätigkeit im In- und Ausland verwiesen werden.

## Werke (Auswahl)
- Zur thermodynamischen Beurteilung irreversibler Linksprozesse und gekoppelter wärmetechnischer Prozesse mit Hilfe von Kreisprozeßcharakteristiken. Dresden 1964, DNB 482329408.
- Untersuchungen zum Energie- und Stofftransport bei ebenen Freistrahlen und deren Anwendungen in der Lüftungs- und Klimatechnik. Dresden 1966, DNB 481366954.
- Einführung in die Verfahrenstechnik. Deutscher Verlag für die Grundstoffindustrie, Leipzig 1972, DNB 57297678X.
- Prozessmesstechnik. Dresden 1973, DNB 740143484
- Reaktionstechnik. Deutscher Verlag f. Grundstoffindustrie, Leipzig, DNB 540538760
- Regelungstechnik für Verfahrenstechniker. Deutscher Verlag f. Grundstoffindustrie, Leipzig, DNB 550310037
- Energiewirtschaft für Verfahrenstechniker. Dresden 1974, DNB 750223227.
- Systemverfahrenstechnik I u. II. Deutscher Verlag für Grundstoffindustrie, Leipzig 1976 u. 1978, DNB 550315403.
- Verfahren und Anlagen (Verfahrenstechnische Berechnungsmethoden. Band 6). Deutscher Verlag für Grundstoffindustrie, Stuttgart 1984, DNB 880352124.
- Zuverlässigkeit von Chemieanlagen. Deutscher Verlag für Grundstoffindustrie, Leipzig, 1979, DNB 800185544.
- ABC Verfahrenstechnik. Deutscher Verlag für Grundstoffindustrie, Leipzig, 1979, DNB 800195981.
- Der Nassabbau. Springer Verlag, Berlin/Heidelberg 2008, ISBN 978-3-540-49692-2.
- Betriebliche Risiken in der Nassbaggerei. Springer Verlag, Berlin/Heidelberg 2016, ISBN 978-3-662-49344-1.